# SJ YCo4p / YCo4t
Die Dieseltriebwagen der Baureihen SJ YCo4p / YCo4t wurden von Statens Järnvägar (SJ) für den Personenverkehr auf schwedischen Schmalspurstrecken der Spurweiten 891 mm und 1067 mm beschafft.

## Geschichte
Mitte der 1940er Jahre suchten SJ nach einem neuen Schienenbustyp, der anders als die Fahrzeuge der Baureihe Y von Hilding Carlssons Mekaniska Verkstad vollständig aus Stahl gebaut sein und Mehrfachtraktion ermöglichen sollte.
Mehrere Hersteller wurden aufgefordert, Angebote einzureichen. Der Auftrag ging an das neu gegründete Unternehmen Märstaverken, das sich in Märsta bei Stockholm niederlassen wollte. Die Produktion fand jedoch in Eksjö statt, wo leere Werkstatträume zu vermieten waren.
1949 wurde der erste Schienenbus ausgeliefert. Insgesamt 28 Triebwagen und 15 Beiwagen wurden von SJ bestellt. Die Hälfte der Triebwagen hatte eine Spurweite von 891 mm (YCo4p) und die andere Hälfte 1067 mm (YCo4t). Die Breite und Höhe der Wagen waren gleich, unabhängig von der Spurbreite. So mussten nur die Drehgestelle umgebaut werden, wenn die Spurweite geändert werden sollte.
Mit dem Scania-Motor erreichten die Schienenbusse eine Höchstgeschwindigkeit von 85 km/h, was für die von ihnen befahrenen Schmalspurstrecken ausreichend war. Das Farbschema war anfangs blassgelb mit dunkelgrünen Bereichen, wurde jedoch in den 1950er Jahren in das bekanntere Farbschema Orange und Gelb geändert. Die Scheinwerfer waren anfangs sehr weit unten angebracht, um als Nebelscheinwerfer zu dienen, wurden jedoch später nach oben versetzt.
Bei den Fahrzeugen traten anfangs Probleme auf, darunter beim Getriebe und der Mehrfachfahrtraktionssteuerung. Verbesserungen wurden schrittweise durchgeführt.

## SJ YBo4p / YBo4t
Die Baureihen YCo4p / YCo4t erhielten 1956 durch den Wegfall der 3. Klasse die neue Baureihenbezeichnungen YBo4p / YBo4t.

## Einsatz und Verbleib
Die Triebwagen wurden hauptsächlich in Blekinge und Småland verwendet, vor allem auf den Strecken Växjö–Oskarshamn, Växjö–Västervik, Kalmar–Berga und Halmstad–Vislanda–Karlshamn. Durch Umspurung und Schließung von Schmalspurbahnen sowie die Auslieferung neuer Fahrzeuge der Baureihe YCo5p wurde der Bedarf für die Fahrzeuge jedoch rasch geringer. Die meisten von ihnen wurden Mitte bis Ende der 1960er Jahre ausgemustert und verschrottet. Die letzten Triebwagen der Reihe YBo4p fuhren bis 1967 auf der Strecke Växjö–Hultsfred. Die YBo4t 585 und 586 und die beiden UDFo10t-Beiwagen 1622 und 1623 wurden im 1067-mm-Netz eingesetzt, bis 1970 der Personenverkehr auf der letzten Strecke dieser Spurweite zwischen Karlshamn und Vislanda eingestellt wurde. Alle Märsta-Fahrzeuge wurden verschrottet.

## Beiwagen
Entgegen den Motorwagen, die in die Unterbauserie 4 eingereiht wurden, erhielten die Beiwagen die Nummer der Unterbauserie 5.
| Baureihe | ab 1956         | Stückzahl | Nummer               | Spurweite | Beschreibung                                                                        |
| -------- | --------------- | --------- | -------------------- | --------- | ----------------------------------------------------------------------------------- |
| UCFo5p   | UBFo5p          | 4         | 1680–1682            | 891 mm    | Beiwagen mit Fahrgast- und Gepäckabteil                                             |
| UCFo5t   | UBFo5t          | 7         | 1618–1621, 1684–1686 | 1067 mm   | Beiwagen mit Fahrgast- und Gepäckabteil, 2 Stück vorgesehen zur Umzeichnung in UBFT |
| UDFo5p   | UDFo10p ab 1952 | 2         | 1624, 1625           | 891 mm    | Beiwagen mit Post- und Gepäckabteil                                                 |
| UDFo5t   | UDFo10t ab 1952 | 2         | 1622, 1623           | 1067 mm   | Beiwagen mit Post- und Gepäckabteil                                                 |